# Gloriette (Fertőboz)
A fertőbozi Gloriette Magyarország kevés megmaradt gloriette típusú épületeinek egyike, a világörökség részeként nyilvántartott Fertő-tájon található, Soprontól mintegy 12 km-re keletre.

## Története

A Gloriette Fertőboz község címerének közepén

A Fertő partján található kis falu, Fertőboz, évszázadokon át a Széchényi család birtokában állt. A család kapcsolatai és a napóleoni háborúk kapcsán 1800-ban és 1801-ben a nem kisebb személy, mint Habsburg-Lotaringiai József főherceg látogatott ide. Ennek emlékére 1802-ben emeltette a Gloriette-et Széchényi Ferenc. A Gloriette állítólag azon a helyen (a Csúcsos-dűlőn) épült, ahonnan József nádor a Fertő-tájban gyönyörködött és a felvonuló katonaság gyakorlatait tartotta szemmel. A település egyik legjelentősebb műemléke fertőrákosi mészkőből épült, valószínűleg Ringer József építészmester műve, akit Széchényi gróf a közeli kastélyában foglalkoztatott. Az épület azon kevesek egyike, amelyek ebből a korból a környéken megmaradtak. A XIX. század óta népszerű kirándulóhely, a soproniak gyakran kikocsiztak ide, ma pedig kedvelt kirándulási cél. A naplóíró soproni leány, Schlachta Etelka 1839-ben ír arról, hogy többször is ellátogattak a Gloriettehez. Az 1850-es években Storno Ferenc egy rajzot és egy vízfestményt is készített az épületről. Egy 1902-ből való feljegyzés szerint belül a „JOSEPHO AUSTRIATICO PALATINO HUNGARIAE” felirat volt olvasható, de ennek néhány évtized múlva már nyoma sem volt. A savas esők és az erőszakos rongálások azonban folyamatosan kárt okoznak benne, és teljes pusztulása sem volt kizárt az 1930-as évek végén, de 1943-ban gróf Széchenyi Endre felújíttatta, majd 1968-ban és 2020-ban ismételten helyreállították.
A tervező kiléte nem ismert. Több lehetséges személy is felmerült, mint például Pollack Mihály, vagy Hild József, akik valóban dolgoztak is a Széchényi család nagycenki kastélyán, de jóval később, mint ahogy a Gloriette megépült. A legvalószínűbb tervező Ringer József, akit Széchenyi gróf foglalkoztatott építészeként.

## Az épület
A klasszicista gloriette, tulajdonképpen egy kupolával zárt kilátó 3 méteres átmérővel és a talapzat közelében 50 cm-es falvastagsággal. A kelet és a nyugat felé néző ajtónyílásban 2-2 oszlop található, míg az északi bejáratot egy sima kőtok veszi körbe. A dél felé néző oldalon nincs ajtónyílás, helyette itt egy félköríves ablakot találunk. Az 1943-as helyreállítás során került a főpárkány köveinek belső oldalára a következő felirat is: „EREXIT COMES FRANCISCUS SZÉCHÉNYI. RENOV. COM. ANDREAS SZÉCHÉNYI 1943”, azaz „állíttatta gróf Széchényi Ferenc, felújíttatta gróf Széchényi Endre 1943-ban”.
Mivel a kis épület az ókori templomokat idézi, a helyi németajkúak Palatintempel-nek, azaz Nádortemplomnak is nevezték. Szokás még Emlékcsarnokként is utalni rá, minthogy József nádor emlékére emeltetett. Legutóbbi renoválása óta a falu főutcájáról 330 lépcsőfokon juthatunk fel a 187 méteres tengerszint feletti magasságban található kilátóhoz. A Gloriette-ből szép kilátás nyílik a Fertő vidékére, tiszta időben akár Pozsonyig is el lehet látni.

## Makett
Az épület kicsinyített mása megtalálható a Sopron Vármegye Makettparkban.